# Sebhat Gebre Egziabhér
Cette page contient des caractères éthiopiques. En cas de problème, consultez Aide:Unicode ou testez votre navigateur.
Sebhat Gebre Egziabhér (en amharique : ስብሐት ገብረ እግዚአብሔር) est un écrivain et intellectuel éthiopien né en 1936 à Adoua dans la province du Tigré et mort le 20 février 2012 à Addis-Abeba. Un de ses ouvrages, Les Nuits d'Addis-Abeba, est le premier roman traduit de l'amharique en français.

## Biographie
Ayant mené des études dans une mission suédoise puis à l'université d'Addis-Abeba, Sebhat se rend par la suite à Washington, de 1960 à 1961, où il envisage pendant un temps de devenir bibliothécaire et où il entreprend une première ébauche, en anglais, d'un roman sur la vie nocturne dans la capitale éthiopienne. Mais il renonce rapidement à ce travail en langue anglaise, après une lecture de textes d'un écrivain éthiopien, qu'il reconnaît comme un mentor : Dagnatchäw Wärqu (1936-1944). Ce dernier a prouvé par ses écrits que la langue amharique convenait très bien à l'expression des aspects de la vie moderne.
Bénéficiant d'une bourse de l'UNESCO, Sehbat se rend en France, à Aix-en-Provence, de 1962 à 1964. Il y étudie la sociologie et la philosophie, et y découvre la littérature européenne : Zola, Dostoïevski en particulier mais également Villon, Rabelais, Dickens ou encore Tolstoï, Freud, Proust, Evelyn Waugh et Mark Twain.
Il a également contribué dans divers journaux dont Addis Zemen.

### Un écrivain novateur et engagé
Polyglotte, Sehbat revient dans son pays natal au milieu des années 1960, période d'effervescence dans les consciences étudiantes. À Addis, il participe à la revue culturelle Mennen, lancée par l'empereur Hailé Sélassié à la suite du décès de l'impératrice (en) en 1961.
Sous le Derg (comité révolutionnaire, à partir de juillet 1974), Sehbat est réquisitionné, avec trois autres lettrés, pour traduire en amharique les textes de Karl Marx, dont Le Capital.
Selon Reidulf Molvaer, Sehbat Guèbrè-Egziabhér est un « auteur impubliable » mais aussi le « favori des écrivains éthiopiens ». Dérangeant par le vocabulaire qu'il emploie, la réalité qu'il raconte, sortant des sentiers battus de la littérature de cour, Sehbat est perçu en Éthiopie comme « l'Auteur » par excellence (ደራሲው).

## Œuvre
En français
- 2004 : Les Nuits d'Addis-Abeba, Paris, Actes Sud coll. Aventures, 2004 -  (ISBN 2-7427-4907-1), traduit de l'amharique par l'auteur et Francis Falceto. Titre original : Je ne verrai pas le bout de la nuit (ሌቱም፡ አይነጋልኝ), 2004. Préparé dans les années 1960, ce roman a pour cadre les lieux de vie nocturne d'Addis-Abeba.

En amharique
- 1997 : ትኩሳት Tekusat (Fièvre), roman
- 1999 : ሰባተኛው፡ መላክ Säbatägnaw Mälak (Le Septième ange), roman
- 2001 : ማስታወሻ Mastawäsha (Souvenirs/mémoires), premier livre d'entretiens concernant un auteur éthiopien, menés par Zänäbä Wäla.
- 2003 : እግረ፡ መንገድ Egrä Mängäd (Cheminement), recueil d'articles